# Rajd Monte Carlo 1995
Rezultaty Rajdu Monte Carlo (63. Rallye Automobile de Monte-Carlo), eliminacji Rajdowych Mistrzostw Świata w 1995 roku, który odbył się w dniach 21-26 stycznia. Była to pierwsza runda czempionatu w tamtym roku.  

## Zwycięzcy odcinków specjalnych[1]
| Dzień | OS                               | Nazwa                         | Długość  | Godz. startu      | Zwycięzca          | Pilot                   | Samochód                | Czas              | Lider        |
| 23 I  |                                  |                               |          |                   |                    |                         |                         |                   |              |
| ----- | -------------------------------- | ----------------------------- | -------- | ----------------- | ------------------ | ----------------------- | ----------------------- | ----------------- | ------------ |
| 23 I  | OS1                              | Pierreville – Antraigues      | 29,65 km | 09:46             | Colin McRae        | Derek Ringer            | Subaru Impreza 555      | 20:46             | Colin McRae  |
| 23 I  | OS2                              | La Souche – Col de la Chavade | 27,07 km | 10:58             | Carlos Sainz       | Luis Moya               | Subaru Imprezza 555     | 17:57             | Carlos Sainz |
| 23 I  | OS3                              | Burzet – St. Martial          | 41,27 km | 12:45             | Carlos Sainz       | Luis Moya               | Subaru Imprezza 555     | 28:20             | Carlos Sainz |
| 23 I  | OS4                              | Freydaparet - Louveton        | 16,82 km | 14:39             | François Delecour  | Catherine François      | Ford Escort RS Cosworth | 10:07             | Carlos Sainz |
| 23 I  | OS5                              | St. Bonnet le Froid           | 25,74 km | 15:38             | Colin McRae        | Derek Ringer            | Subaru Impreza 555      | 15:01             | Carlos Sainz |
| 23 I  | OS6                              | Lalouvesc – Col du Marchand   | 31,16 km | 16:27             | François Delecour  | Catherine François      | Ford Escort RS Cosworth | 20:07             | Carlos Sainz |
| 24 I  |                                  |                               |          |                   |                    |                         |                         |                   | Carlos Sainz |
| OS7   | St. Jean en Royans – Font d'Urle | 25,37 km                      | 09:17    | Carlos Sainz      | Luis Moya          | Subaru Imprezza 555     | 15:38                   |                   | Carlos Sainz |
| OS8   | Prelenfrey – St. Michel les Port | 32,50 km                      | 11:48    | François Delecour | Catherine François | Ford Escort RS Cosworth | 24:02                   |                   | Carlos Sainz |
| OS9   | Les Oches – Les Nonieres         | 19,34 km                      | 13:11    | François Delecour | Catherine François | Ford Escort RS Cosworth | 17:01                   | François Delecour |              |
| OS10  | L'Epine - Rosans                 | 31,15 km                      | 15:33    | François Delecour | Catherine François | Ford Escort RS Cosworth | 20:31                   | François Delecour |              |
| OS11  | Ruissas – Col St. Jean           | 22,31 km                      | 17:42    | Carlos Sainz      | Luis Moya          | Subaru Imprezza 555     | 13:30                   | Carlos Sainz      |              |
| OS12  | Sisteron - Thoard                | 36,67 km                      | 19:08    | Bruno Thiry       | Stépane Prévot     | Ford Escort RS Cosworth | 27:18                   | Carlos Sainz      |              |
| 25 I  |                                  |                               |          |                   |                    |                         |                         | Carlos Sainz      |              |
| OS13  | Chateauvieux                     | 19,19 km                      | 07:30    | Carlos Sainz      | Luis Moya          | Subaru Imprezza 555     | 13:55                   | Carlos Sainz      |              |
| OS14  | Col St. Raphael                  | 23,41 km                      | 09:29    | Juha Kankkunen    | Nicky Grist        | Toyota Celica GT Four   | 17:36                   | Carlos Sainz      |              |
| OS15  | Loda - Lucéram                   | 16,49 km                      | 10:50    | Bruno Thiry       | Stépane Prévot     | Ford Escort RS Cosworth | 13:58                   | Carlos Sainz      |              |
| OS16  | Moulinet – La Bollène Vésubie    | 23,24 km                      | 23:24    | Carlos Sainz      | Luis Moya          | Subaru Imprezza 555     | 18:56                   | Carlos Sainz      |              |
| 26 I  |                                  |                               |          |                   |                    |                         |                         | Carlos Sainz      |              |
| OS17  | St. Sauveur                      | 14,77 km                      | 00:52    | François Delecour | Catherine François | Ford Escort RS Cosworth | 11:35                   | Carlos Sainz      |              |
| OS18  | Entrevaux – St. Pierre           | 29,71 km                      | 02:34    | Carlos Sainz      | Luis Moya          | Subaru Imprezza 555     | 21:44                   | Carlos Sainz      |              |
| OS19  | Col St. Raphael                  | 23,41 km                      | 03:20    | Bruno Thiry       | Stépane Prévot     | Ford Escort RS Cosworth | 17:57                   | Carlos Sainz      |              |
| OS20  | Pont des Miolans                 | 24,03 km                      | 05:38    | Juha Kankkunen    | Nicky Grist        | Toyota Celica GT Four   | 15:42                   | Carlos Sainz      |              |
| OS21  | Les Quatres Chemins              | 33,50 km                      | 06:40    | Juha Kankkunen    | Nicky Grist        | Toyota Celica GT Four   | 26:23                   | Carlos Sainz      |              |

## Wyniki końcowe rajdu
| Msc.                   | Kierowca               | Pilot                   | Samochód                      | Czas                   | Strata                 | Grupa                  | Punkty                 |
| Klasyfikacja generalna | Klasyfikacja generalna | Klasyfikacja generalna  | Klasyfikacja generalna        | Klasyfikacja generalna | Klasyfikacja generalna | Klasyfikacja generalna | Klasyfikacja generalna |
| ---------------------- | ---------------------- | ----------------------- | ----------------------------- | ---------------------- | ---------------------- | ---------------------- | ---------------------- |
| 1.                     | Carlos Sainz           | Luis Moya               | Subaru Impreza 555            | 6:32:31                | -                      | A8 M                   | 20                     |
| 2.                     | Francois Delecour      | Catherine Francois      | Ford Escort RS Cosworth       |                        | +2:25                  | A8 M                   | 15                     |
| 3.                     | Juha Kankkunen         | Nicky Grist             | Toyota Celica GT-Four (ST205) |                        | +3:57                  | A8 M                   | 12                     |
| 4.                     | Tommi Makinen          | Seppo Harjanne          | Mitsubishi Lancer Evo II      |                        | +4:39                  | A8 M                   | 10                     |
| 5.                     | Bruno Thiry            | Stephane Prevot         | Ford Escort RS Cosworth       |                        | +6:47                  | A8 M                   | 8                      |
| 6.                     | Andrea Aghini          | Sauro Farnocchia        | Mitsubishi Lancer Evo II      |                        | +10:46                 | A8 M                   | 6                      |
| 7.                     | Jean Ragnotti          | Gilles Thimonier        | Renault Clio Maxi             |                        | +31:55                 | A7                     | 4                      |
| 8.                     | Pieto Liatti           | Alessandro Alessandrini | Subaru Impreza 555            |                        | +37:23                 | A8 M                   | 3                      |
| 9.                     | Philippe Camandona     | Georges Crausaz         | Ford Escort RS Cosworth       |                        | +40:30                 | N4                     | 2                      |
| 10.                    | Isolde Holderied       | Christina Thorner       | Mitsubishi Lancer Evo II      |                        | +41:03                 | N4                     | 1                      |
| PWRC                   |                        |                         |                               |                        |                        |                        |                        |
| 1 (9).                 | Philippe Camandona     | Georges Crausaz         | Ford Escort RS Cosworth       | 7:13:01                | -                      | N4                     |                        |
| 2 (10).                | Isolde Holderied       | Christina Thorner       | Mitsubishi Lancer Evo II      | 7:13:34                | +0:33                  | N4                     |                        |
| 3 (12).                | Rui Madeira            | Nuno Rodrigues da Silva | Mitsubishi Lancer Evo II      | 7:18:13                | +5:12                  | N4                     |                        |
| 2L WRC                 |                        |                         |                               |                        |                        |                        |                        |
| 1 (7).                 | Jean Ragnotti          | Gilles Thimonier        | Renault Clio Maxi             | 7:04:26                |                        | A7                     |                        |
| 2 (19).                | Eddie Mercier          | Jean-Michel Veret       | Renault Clio Williams         | 7:30:38                | +26:12                 | N3                     |                        |
| 3 (21).                | Philippe Rubiolo       | Régine Cabaniols        | Renault Clio Williams         | 7:33:37                | +29:11                 | N3                     |                        |

1. ↑  Litera M przy oznaczeniu grupy do której należy samochód oznacza, iż tylko ci kierowcy zdobywali punkty dla swoich zespołów liczonych w klasyfikacji producentów na koniec sezonu.

## Klasyfikacja po 1 rundzie
Tabele przedstawiają tylko pięć pierwszych miejsc.

### Kierowcy
| Lp. | Kierowca          | Pkt |
| --- | ----------------- | --- |
| 1   | Carlos Sainz      | 20  |
| 2   | Francois Delecour | 15  |
| 3   | Juha Kankkunen    | 12  |
| 4   | Tommi Makinen     | 10  |
| 5   | Bruno Thiry       | 8   |

### Producenci
| Lp. | Producent           | Pkt |
| --- | ------------------- | --- |
| 1   | R.A.S. Ford         | 47  |
| 2   | 555 Subaru WRT      | 46  |
| 3   | Mitsubishi Ralliart | 36  |
| 4   | Toyota              | 25  |